# 劉一儒
劉一儒（1537年—1585年），字孟真、學孔，號小魯，湖廣承宣布政使司荊州府夷陵州（今湖北省宜昌市）人，明朝政治人物。嘉靖間進士，官至南京工部尚書。諡莊介。

## 生平
湖广乡试第八十七名举人，嘉靖三十八年（1559年）己未科二甲二十七名进士。次年任刑部福建司主事。嘉靖四十一年，担任吏部考功司主事。次年，担任吏部稽勳司員外郎、吏部驗封司員外郎，次年改任吏部考功司員外郎。嘉靖四十三年，任吏部文選司員外郎。嘉靖四十五年，任吏部稽勳司郎中。
隆庆元年（1567年），任吏部驗封司郎中。次年任吏部考功司郎中、南京太常寺少卿。隆庆四年，授太常寺少卿，未任，改任大理寺左少卿。隆庆五年，任南京光祿寺卿、太常寺卿。万历四年，任大理寺卿，丁忧归乡。万历八年，任刑部右侍郎，同年改刑部左侍郎。万历十一年，任南京工部尚書。张居正去世后，归乡不再出仕，天啟年间，追諡莊介。《明史》有傳。

## 家族
曾祖劉永深。祖父刘汉。祖母向氏。生三子：大宾、大贤、大有。父亲劉大賓，號碧川，以子一儒貴，累封嘉議大夫太常寺卿；母亲秦氏。重庆下。弟劉一卿、劉一相。子劉戡之。亲家为張居正。